# Диана и Эндимион
«Диана и Эндимион» — картина Франческо Солимены, над которой он работал с 1705 до 1710 года. На картине изображена римская богиня Диана, одна из двенадцати богов и богинь Олимпа, влюблённая в Эндимиона, символа вечной красоты. История повествует о любви Дианы к прекрасному юноше Эндимиону. Картина находится в Национальном музее Ливерпуля, который приобрёл произведение в 1966 году, и картина считается одним из основных экспонатов музея.

## Художник
Художник Франческо Солимена происходил из художественной семьи, его отец был поэтом и художником Анджело Солимена. Молодой Франческо был очень талантлив в искусстве с раннего возраста, но его отец, несмотря на то, что он сам был художником, заставил сына учиться на юриста.
Кардинал Винченцо Орсини, который впоследствии стал Папой Римским Бенедиктом XIII, был человеком, который обнаружил талант Франческо Солимены и поспособствовал тому, чтобы Франческо стал художником.

## Диана и Эндимион
В греческой мифологии богиня луны Селена водит свою лунную колесницу по небу, хотя она также считалась олицетворением самой Луны. Селена наиболее известна своей любовью к прекрасному смертному Эндимиону, молодому пастуху, который спал на горе и от которого у неё было пятьдесят дочерей. В конце VII — начале VI века до н.э. поэтесса Сапфо, по-видимому, уже упоминала историю Селены и Эндимиона. В римской мифологии Диана имеет атрибуты Селены, и она упоминалась как богиня, которая влюбляется в Эндимиона. Обе богини считались лунными богинями, за исключением того факта, что в римской мифологии Диана стала девственной богиней.

## Художественные особенности
Диана и Эндимион — часть последнего периода работ Солимены, когда он главным образом сосредоточился на мифологических предметах; он развил этот интерес к мифологическим историям, когда был вдохновлён аркадским движением, охватывающим классическую культуру. Картина была частью соперничества Франческо с художником Паоло де Маттеисом, вызванным визитом художника в Рим в 1701 году. Диана в греческой мифологии — богиня, связанная с охотой, Луной и целомудрием, часто изображаемая во время охоты или купания после охоты в сопровождении нимф. Солимена решил нарисовать безответную любовь Дианы к молодому и красивому пастуху; картина является аллегорией платонической любви. Эндимион спал на вершине горы, где охранял своих овец. Диана влюбилась в его красоту, но её любовь осталась неисполненной, потому что Диана была целомудренной богиней. Она изображена здесь как охотница в короткой мантии, прибывающая с неба, сидящая на облаках, в колеснице, запряжённой лошадьми, а тело Эндимиона изображено обнажённым. Купидон указывает на неё стрелой, готовый стрелять. Диана устремляет взгляд на тело спящего юнца со смесью желания и отчаяния.
По легенде, Диана приходила и целовала Эндимиона, когда он каждую ночь спал на вершине горы. Лёгкое прикосновение Дианы частично отвлекло Эндимиона от его сна, и он бросил быстрый взгляд на неё. Не веря в её красоту, он решил, что это сон и стал предпочитать своё сонно-мечтательное состояние повседневной рутине, но он никогда больше не просыпался, когда она присутствовала.
Благодаря любви Дианы Эндимиону была дана вечная молодость и вечная красота.